# Isótopo fisible

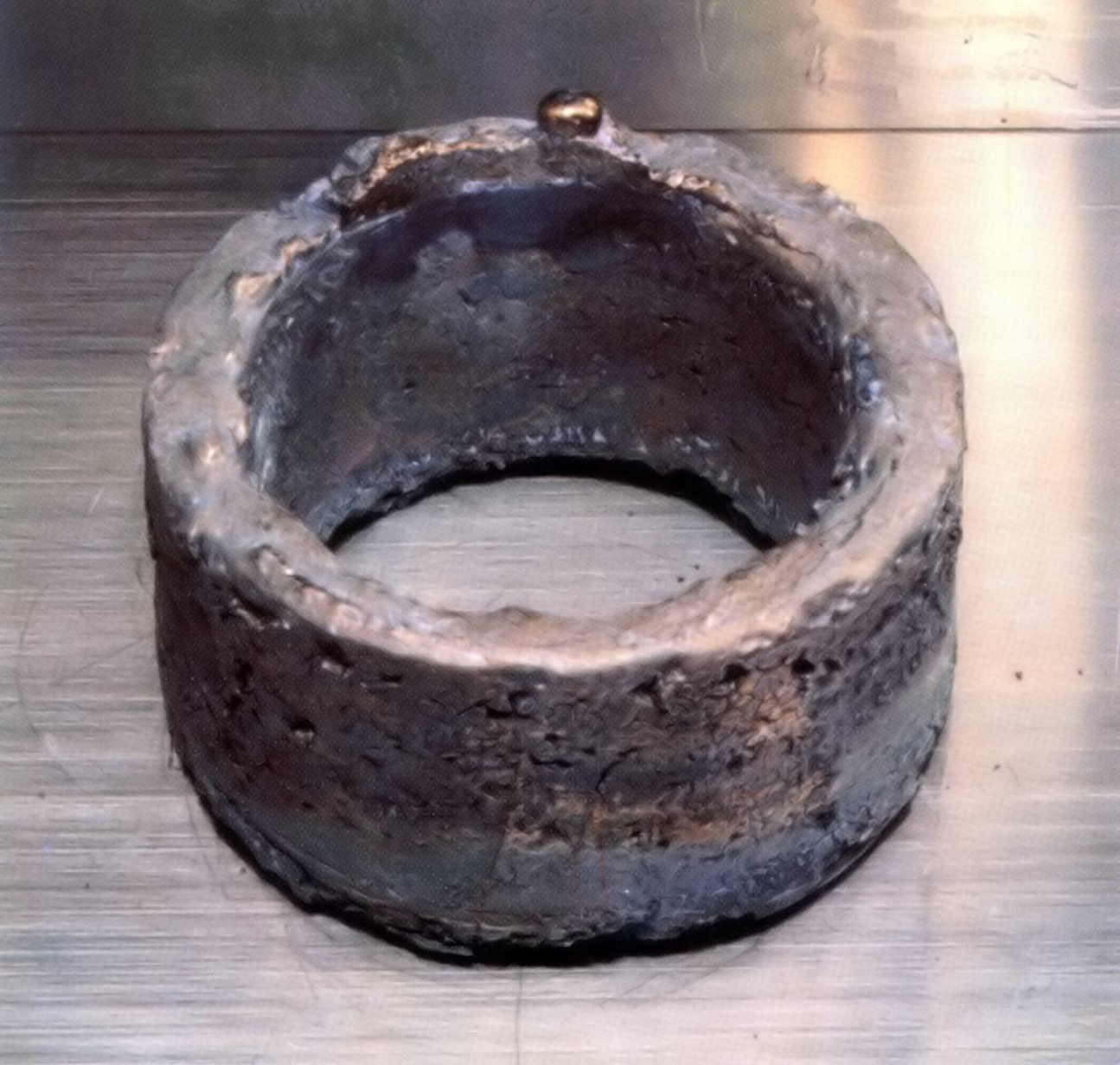
El Plutonio-239 puede absorber neutrones y fisionarse. La imagen muestra un anillo de plutonio de alta pureza (99,96%) utilizado en la fabricación de bombas nucleares

Un elemento es fisionable, fisible o físil cuando su núcleo es capaz de experimentar una fisión con neutrones libres de cualquier energía.
Algunos isótopos fisionables son:
- Uranio: 233
92U y 235
92U
- Neptunio: 238
93Np
- Plutonio: 238
94Pu, 239
94Pu, 241
94Pu y 243
94Pu
- Americio: 241
95Am, 242
95Am y 244
95Am
- Curio: 242
96Cm, 243
96Cm, 244
96Cm y 245
96Cm

Sólo el uranio-235 existe en la naturaleza, mezclado con uranio-238 en una proporción de alrededor del 0.7 %. Los demás son productos sintéticos.

## Empleo
En las centrales nucleares actuales, el uranio-235 y el plutonio-239 son los combustibles más comunes que se emplean en los reactores nucleares.